# Richard Helmer
Richard Helmer (* 14. Dezember 1939; † 23. Januar 2010) war ein deutscher Anthropologe, der durch seine Arbeit auf dem Gebiet der Forensik internationale Bekanntheit erlangte.

## Leben und Wirken
Richard Helmer wurde 1969 an der Kieler Universität mit einer Arbeit über Möglichkeiten und Methoden der zellkernmorphologischen Geschlechtserkennung an Körpergeweben und Sekretspuren promoviert. Im Jahr 1981 erfolgte, ebenfalls in Kiel, seine Habilitation mit einer Untersuchung über die Schädelidentifizierung durch elektronische Bildmischung. In Kiel war Helmer Oberarzt und stellvertretender Direktor der Klinikabteilung für Rechtsmedizin. Er nahm 1990 den Ruf auf die Professur für Experimentelle Rechtsmedizin an die Universität Bonn an. Mit Ablauf des Monats August 2003 trat er in den Ruhestand.
Helmer war in Deutschland der führende Experte in der forensischen Gesichtsrekonstruktion. Dazu erarbeitete er 34 Messpunkte am Schädel samt der jeweils anzusetzenden Dicke der Weichteilschichten. Diese Identifizierungspunkte gelten für alle Altersgruppen und beide Geschlechter. Die einzelnen Punkte werden nach Festlegung der jeweiligen Dicke der Weichteilschicht entlang der Schädelkonturen mit Tonstreifen verbunden. Anschließend füllt man die Lücken zwischen den Streifen aus und das rekonstruierte Gesicht erhält seine Form. Die Methode ermöglichte die Aufklärung zahlreicher Verbrechen.
Helmer fertigte 1983 eine Gesichtsrekonstruktion von der Moorleiche von Windeby an. Er war 1985 in Brasilien und konnte beweisen, dass der vermisste Naziarzt Josef Mengele bereits tot war. Helmer konnte mit Hilfe der Superimpositionstechnik den Schädel von Mengele bestimmen, indem er ältere Aufnahmen des Arztes mit der Aufnahme des zu identifizierenden Schädels zur Kongruenz bringen konnte. Die Ergebnisse wurden 1992 durch eine DNA-Analyse bestätigt. Außerdem bildete Helmer den Kopf des mittelalterlichen Herrschers Heinrichs IV. nach. Die Kopfrekonstruktion wurde anlässlich Heinrichs 900. Todestag im Mai 2006 in Speyer vorgestellt. 
Helmer starb im Januar 2010, er ist auf dem Parkfriedhof Eichhof in Kiel begraben.

## Schriften
- Möglichkeiten und Methoden der zellkernmorphologischen Geschlechtserkennung an Körpergeweben und Sekretspuren (= Arbeitsmethoden der medizinischen und naturwissenschaftlichen Kriminalistik. Bd. 9). Schmidt-Römhild, Lübeck 1970. (Zugleich: Kiel, Universität, Dissertation, 1969).
- Schädelidentifizierung durch elektronische Bildmischung. Zugleich ein Beitrag zur Konstitutionsbiometrie und Dickenmessung der Gesichtsweichteile (= Kriminalistik. Wissenschaft & Praxis. Bd. 16). Kriminalistik-Verlag, Heidelberg 1984, ISBN 3-7832-0883-1 (Zugleich: Kiel, Universität, Habilitations-Schrift, 1981).